# تارمونت
تارمونت (به عربی: تارمونت) یک شهرداری در الجزایر است که در استان مسیله واقع شده‌است. تارمونت  ۹٬۴۳۸ نفر جمعیت دارد.